# Michael Seymour (1802–1887)
Michael Seymour, född 3 december 1802, död 23 februari 1887, var en brittisk amiral. Michael Seymour var tredje sonen till en annan Michael Seymour, som uppnådde graden konteramiral, och farbror till sir Edward Hobart Seymour, också han amiral. 
Michael Seymour (den yngre) gick in i brittiska flottan 1813. Han befordrades till löjtnant 1822, kommendörkapten 1824 och till kommendör 1826. Från 1833 till 1835 förde han befälet på rekognoseringsfartyget HMS Challenger (1826), som led skeppsbrott utanför Chiles kust. Från 1851 till 1854 var han som flottiljamiral överuppsyningsman vid flottbasen i Devonport. År 1854 tjänstgjorde han under sir Charles Napier i Östersjön under Krimkriget, i egenskap av Captain of the Fleet. Seymour blev befordrad till konteramiral samma år och, när uppdraget i Östersjön hade upphört 1855 under amiral Richard Saunders Dundas, var Seymour näst högste befälhavare. Han tilldelades kommendörsgraden av Bathorden (KCB) i slutet av 1855.
Den 19 februari 1856 utnämndes Seymour till överbefälhavare över de ostindiska handelsstationerna, som innefattade Kinas kust. Han kom att leda operationerna under andra opiumkriget; han förintade den kinesiska flottan i juni 1857, intog Kanton i december, och 1858 erövrade han befästningarna vid Pei Ho, vilket tvingade kineserna att gå med på villkoren. Han tilldelades Bathordens storkors (GCB) 1859. Emellan 1859 och 1863 var Seymour ledamot i det brittiska parlamentets underhus. 1864 erhöll han amirals grad och var överbefälhavare vid basen i Portsmouth till 1866. Han gick i pension 1870.